# Porticus Minucia
La Porticus Minucia  était une structure quadrangulaire qui comprenait les temples de l'aire sacrée de Largo Argentina à Rome, situés sur le Champ de Mars.

## Histoire

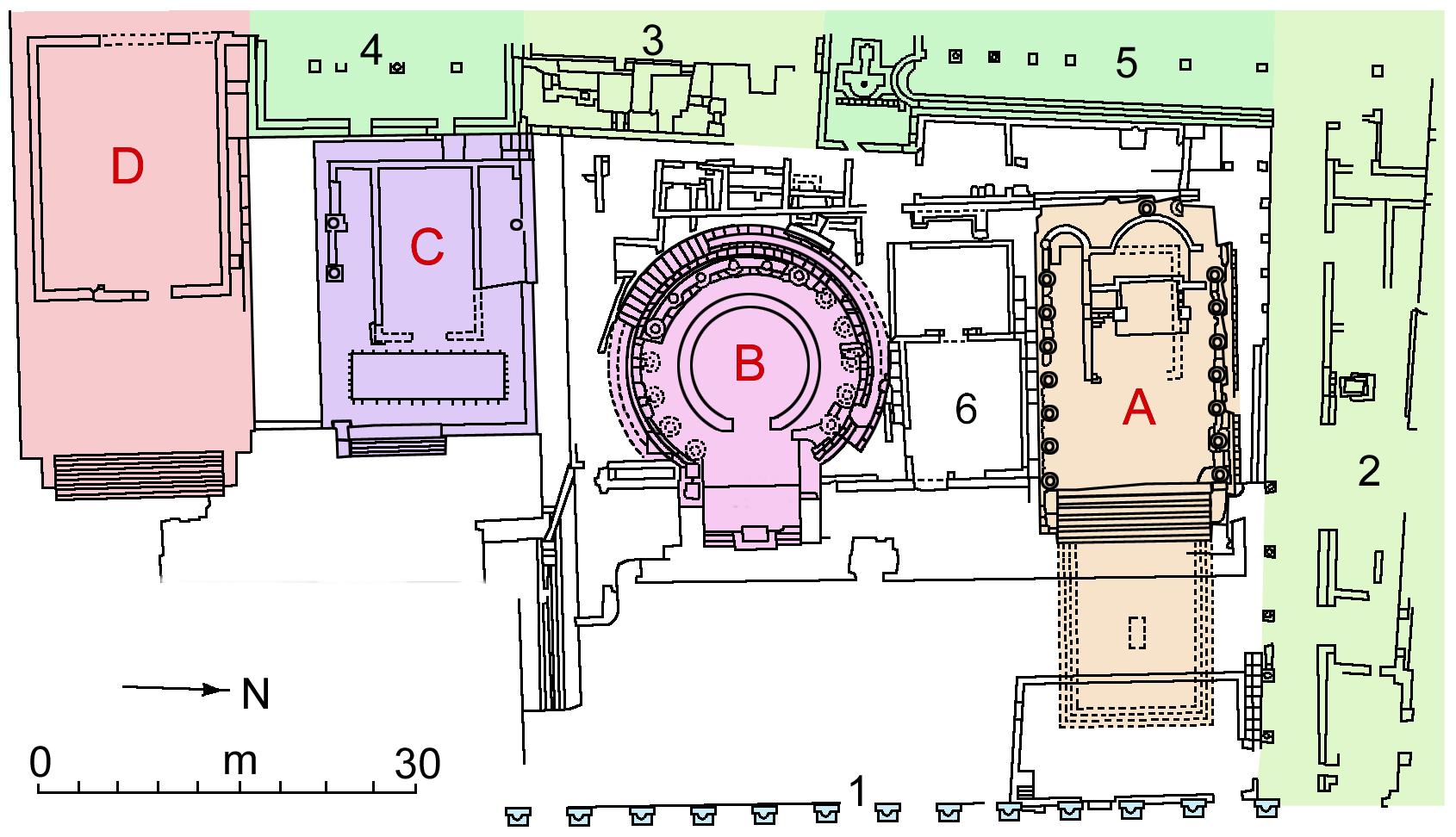
Plan de la zone archéologique de Largo Argentina. Les restes du porticus Minucia sont repérés sous le no 1.

Il existait deux portiques portant ce nom :
- La Porticus Minucia Vetus, construit en  107 av.J-C. par Marcus Minucius Rufus, descendant de Lucius Minucius Esquilinus Augurinus membre des Minucii Augurini, branche de la gens des Minucii ;
- La Porticus Minucia Frumentaria où était distribué le froment à la population et qui n'était autre que la réplique du Vetus, effectué probablement par Claude (première moitié du Ier siècle).

À l'époque, le porticus comportait aussi à son intérieur le temple des Nymphes, et devint le centre administratif de contrôle et de distribution du blé à la plèbe.

## Fouilles archéologiques, description
Un fragment de la Forma Urbis sévérienne a permis de confirmer l'identification des restes de la Porticus Minucia à l'est de Largo Argentina.
Le dallage du portique Vetus s'étend sur toute la zone et a permis la datation des quatre temples de Largo Argentina, les fondations de trois d'entre eux étant en dessous, donc plus anciens et un, le temple B, postérieur. 
Une mention du calendrier de Préneste, se rapportant à un temple des Lari Permarini situé à la Porticus Minucia, a permis d'identifier de manière certaine un des quatre temples (temple D).